# Joseph Smith III
Joseph Smith III (Kirtland, Ohio; 6 de noviembre de 1832-Independence, Misuri; 10 de diciembre de 1914) fue un líder religioso estadounidense. Hijo del fundador del Movimiento de los Santos de los Últimos Días, Joseph Smith, y de Emma Smith. Fue presidente de la Iglesia Reorganizada de Jesucristo de los Santos de los Últimos Días. Alegando haber sido ordenado por su propio padre como su sucesor, dirigió dicha iglesia durante 54 años.

## Biografía

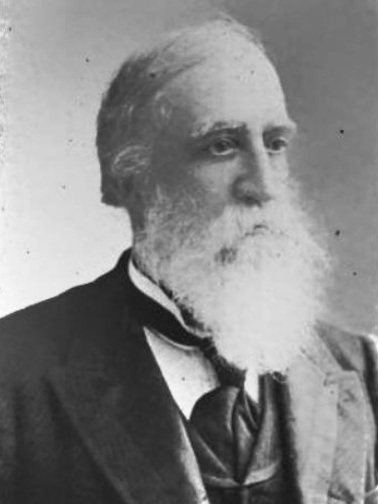
Joseph Smith III en sus años de madurez.

Joseph Smith III nació en Kirtland, Ohio, el 6 de noviembre de 1832, hijo de Joseph Smith, Jr. y Emma Hale Smith. Se trasladó con sus padres a Far West, Missouri, en 1838, donde su padre fue arrestado, en parte como resultado de los acontecimientos de la Guerra Mormona de 1838. El joven Joseph pudo pasar la noche con su padre en la cárcel en varias ocasiones. Más tarde el Apóstol Lyman Wight, preso con Smith, dijo que durante una de estas visitas, Joseph Jr. puso sus manos sobre la cabeza de José III y dijo: "Tú serás mi sucesor cuando yo me vaya". Mientras que su padre estaba todavía encarcelado en 1839, Joseph III dejó Missouri con su madre y hermanos al sufrir la expulsión de su hogar, junto a los demás miembros de la iglesia, y se mudó a Quincy, Illinois, y más tarde al nuevo asentamiento de Nauvoo. Joseph Smith, Jr. escapó de la custodia en que se encontraba más tarde ese año y se reunió con su familia.
De acuerdo con testimonios posteriores Joseph III fue bendecido por su padre en una reunión del consejo especial de oficiales de la iglesia, celebrada en el segundo piso de la tienda de ladrillo rojo de la familia Smith, en Nauvoo. Los participantes también incluyeron a Hyrum Smith, John Taylor, Willard Richards, Newel K. Whitney, Reynolds Cahoon, Alpheus Cutler, Ebenezer Robinson, George J. Adams, W. W. Phelps y John M. Bernhisel. José lo sentó en una silla y Whitney le ungió la cabeza con aceite. Entonces Smith pronunció una bendición especial sobre la cabeza de su hijo en la que dijo que Joseph III le sucedería como presidente de la iglesia si vivía en justicia.
Joseph Smith, Jr. fue asesinado en Cartago, Illinois, cuando Joseph III tenía 11 años. Aunque muchos Santos de los Últimos Días creían que Joseph III debía suceder a su padre su corta edad en 1844 lo hacía imposible. Se produjo una crisis por la sucesión lo que resultó en que Brigham Young asumiera el control de la mayoría de los miembros como presidente del Quórum de los Doce Apóstoles. Tres años más tarde Young se convirtió en el presidente de la Iglesia de Jesucristo de los Santos de los Últimos Días. Las relaciones entre Young y la familia Smith eran tensas y muchos miembros de la familia Smith decidieron reconocer a James J. Strang como presidente de la iglesia. Young y sus seguidores partieron de Nauvoo en 1846, dejando a la los Smith en una ciudad casi vacía. La madre de Joseph III, Emma Smith, trató de ganarse la vida alquilando habitaciones en la casa de la familia; en 1847, Emma se casó con su segundo marido, llamado Lewis Bidamon.
Joseph Smith III comenzó a estudiar y eventualmente ejerció la abogacía. En 1856, se casó con Emmeline Griswold y la pareja se mudó a una casa que había sido la primera residencia de sus padres en Nauvoo.

## La reorganización de la Iglesia
A finales de la década de 1840 y principios de 1850, la mayor parte de los santos de los últimos días, se sumaron a Brigham Young y emigraron a Utah o permanecieron en el Medio Oeste y vieron a James J. Strang como presidente de la iglesia. Strang dio indicios de que él creía que el hijo de Joseph Smith, Jr. algún día dirigiría la iglesia e hizo propuestas de unirse a la familia Smith. Emma y sus hijos, sin embargo, se mantuvieron al margen. Muchos Santos de los Últimos Días del Medio Oeste se opusieron firmemente al matrimonio plural y cuando Strang comenzó a practicarlo abiertamente en 1849 varios líderes clave, incluyendo a Jason W. Briggs y Zenas H. Gurley, padre, rompieron con su liderazgo. Más tarde, cuando Strang fue mortalmente herido por sicarios, se negó a nombrar a un sucesor, y cuando murió dejó a su iglesia sin líder.
Los santos del medio oeste empezaron a sentir la necesidad de establecer una "nueva organización" de la iglesia y muchos creyeron que Joseph Smith III debería ser su cabeza. Los santos de los Últimos Días que no siguieron a Brigham Young,  visitaron en varias ocasiones a Smith y le pidieron que tomara el manto de su padre, pero su respuesta fue que sólo asumiría la presidencia de la iglesia si era inspirado por Dios para hacerlo. Por último, en 1860, Smith dijo que había recibido esta inspiración y en una conferencia en Amboy, Illinois, el 6 de abril de 1860, fue sostenido como Presidente de la Iglesia. Smith III declaró en la conferencia:

Os digo a vosotros, hermanos, como espero que seamos, y en fe confío que somos, un pueblo al que Dios ha prometido Sus bendiciones, no he venido aquí por mí mismo, sino por la influencia del Espíritu. Desde hace algún tiempo he recibido manifestaciones que señalan la posición que estoy a punto de asumir. Deseo decir que he venido aquí no por mandato de cualquier hombre o grupo de hombres. Yo he venido obedeciendo a un poder que no es mío, y seré dirigido por el poder que me ha enviado.

## Presidente de la Iglesia
Bajo la presidencia de Smith, la Iglesia Reorganizada ganó el título legal del Templo de Kirtland, en el 1880. Sin embargo, la Iglesia fracasó en su intento de adquirir la propiedad legal del lote del Templo a finales de 1890. El tribunal de primera instancia en ambos casos declaró que la Iglesia Reorganizada era el legítimo sucesor legal de la iglesia original fundada en 1830 por el padre de Smith (no pudo ganar el Lote del Templo porque los propietarios en ese momento apelaron con el argumento de que la reorganización esperó demasiado tiempo para actuar, pero la decisión anterior de que la Reorganización era la continuación de la iglesia original, no se revirtió). En lugar de centrarse en los resultados prácticos de la propiedad de los casos, la Iglesia muestra a estos como una validación jurídica de la denuncias de la Iglesia de ser la sucesora legal del movimiento de Smith.